# 乌姆雷特
乌姆雷特（Umreth），是印度古吉拉特邦Anand县的一个城镇。总人口32192（2001年）。

## 人口
该地2001年总人口32192人，其中男性16685人，女性15507人；0—6岁人口3781人，其中男2051人，女1730人；识字率70.86%，其中男性为77.88%，女性为63.29%。